# Białuty (Varsovie-ouest)
Pour les articles homonymes, voir Białuty.
Białuty [bjaˈwutɨ] est un village polonais de la gmina de Błonie situé dans le powiat de Varsovie-ouest et dans la voïvodie de Mazovie, dans le centre-est de la Pologne.
Il est situé à environ 4 kilomètres au nord de Błonie, à 14 kilomètres à l'ouest de Ożarów Mazowiecki (le chef-lieu du district), et à 28 kilomètres de Varsovie.